# Преподобна Антуса
Преподобна Антуса од Мантинеје, такође позната и као Антуса Исповедник, била је монахиња и игуманија у Цариграду током 8. века.
Антуса се у младости подвизавала, живећи у планинама близу Цариграда у потпуној самоћи. Касније је основала два манастира, један мушки и други женски, и постала игуманија манастира за монахиње. У њеном манастиру је боравило око 90 монахиња које су „биле познате по послушању игуманији и по духовном дисциплина“. Отворено је пркосила иконоборачким забранама цара Константина V, па су она, њене монахиње и њен нећак, који је био игуман другог манастира, ухапшени и мучени. Када је Антуса тачно прорекла да ће царева жена, која је била близу смрти од порођаја, безбедно родити близанце, дечака и девојчицу, царица је интервенисала. Антуси је поштеђен живот, а царица јој је поклонила неколико поседа. Царичина ћерка је добила име по Антуси, она ју је васпитала, и постала светитељка, оснивајући прво хришћанско сиротиште у свету.
Антуса се вратила у свој манастир, где је доживела дубоку старост. Умрла је 759. године и сахрањена је у својој келији. 
Православна црква помиње преподобну Антусу  27. јула.